# Chrysoprasis quadrimaculata
Chrysoprasis quadrimaculata là một loài bọ cánh cứng trong họ Cerambycidae.